# Viola Tensil
Viola Tensil (* 30. November 1979 in Bremen) ist eine deutsche Moderatorin, Journalistin, Redakteurin, Netzreporterin und Produzentin von Online-Videos. Bekannt wurde sie unter anderem durch ihre Moderation beim Fernsehsender GIGA.

## Leben
Viola Tensil wurde 1979 in Bremen geboren. Als sie acht Jahre alt war, zog ihre Familie nach Indonesien. Im Jahr 1992 kehrte die Familie zurück nach Deutschland. Zuerst nach Würzburg, anschließend nach Essen. Tensil machte dort ihr Abitur und studierte an der Universität Duisburg-Essen Anglistik und Germanistik. Nach ihrem Studium arbeitete sie als freie Mitarbeiterin bei der Westdeutschen Allgemeinen Zeitung.
Ihren TV Einstieg hatte Tensil im Jahr 2005. Sie nahm unfreiwillig an einem Casting des Jugendsenders NBC GIGA teil und hatte bereits wenige Tage später ihren ersten On-Air-Auftritt im Rahmen der zweiwöchigen GIGA\\GAMES-Roadshow.
In den folgenden drei Jahren moderierte sie unter anderem GIGA GREEN, PLAY, GIGA\\Games und zuletzt das von ihr selbst konzipierte wöchentliche Magazin Wiimotion, dieses befasste sich mit der Nintendo Wii. Mitte 2008 verließ Tensil GIGA, da sie laut eigener Aussage „gedacht hat, dass das nicht mehr lange gut geht.“ Tatsächlich stellte GIGA am 28. Februar 2009 seinen Sendebetrieb ein.
Von 2009 bis 2011 präsentierte sie das Computerspielmagazin PLAY’D, dieses wurde ebenso wie das Nachfolgeformat VORZOCKER auf Animax und AXN HD ausgestrahlt. Seit Ende 2013 wird das Magazin von ihr als reines Online-Magazin für Youtube produziert.
Gemeinsam mit Colin Gäbel moderierte sie von 2011 bis 2012 die Sendung FTW – For the Win, die sich mit eSports-Veranstaltungen befasste und auf ZDFkultur ausgestrahlt wurde.
Zudem moderiert Tensil seit 2009 jährlich das Ubisoft-Programm auf der Gamescom-Bühne.

## Auszeichnungen
Im Jahr 2013 erhielt Tensil den MIRA Award für Beste Moderatorin im Pay-TV (für VORZOCKER). Zudem wurde sie als Pay-TV-Persönlichkeit des Jahres ausgezeichnet.

## Weblink
- VORZOCKER auf YouTube